# Karabin Accuracy International Arctic Warfare
Accuracy International Arctic Warfare – seria brytyjskich karabinów wyborowych produkowanych przez firmę Accuracy International.
Broń po raz pierwszy została zaprezentowana w 1982 roku i jest używana przez policje oraz armie wielu państw świata. W armii brytyjskiej podstawowa wersja karabinu nosi oznaczenie L96A1. Broń została od podstaw zaprojektowana przez założyciela firmy Accuracy International – Malcolma Coopera. Przy jej produkcji zwrócono uwagę przede wszystkim na celność. Wyniki testów wykazują, że pozwala ona na 100% trafienie przez snajpera celu wielkości głowy z odległości 600 metrów, a w korpus z dystansu 900 metrów. Broń jest również niezawodna i bardzo wytrzymała na warunki bojowe. Powstało wiele wersji tego karabinu, między innymi policyjna (AWP), wersja na nabój Magnum (AWM), oraz wielkokalibrowy (AW50), na nabój .50 BMG.

## Wersje
- PM (Precision Marksman)

Pierwowzór rodziny AW. Została wprowadzona do armii Wielkiej Brytanii w połowie lat 80. XX wieku. Pierwsze egzemplarze jednostki brytyjskich sił specjalnych otrzymały w 1985, a rok później wprowadzono karabin na wyposażenie całej armii pod oznaczeniem L96A1. Zastąpił on używane do tej pory karabiny wyborowe L42A1. Produkcję zakończono w roku 1990.
- Counter Terrorist

Wariant karabinu PM przeznaczony dla jednostek antyterrorystycznych. Zrezygnowano całkowicie z przyrządów celowniczych mechanicznych. Ponadto karabiny posiadają specjalnie wyselekcjonowane lufy zakończone tłumikiem o spiralnych szczelinach.
- Moderated

Wariant karabinu PM z krótszą lufą obudowaną tłumikiem dźwięku. Do karabinu stosowana jest amunicja poddźwiękowa.
- Covert

Wariant karabinu Moderated ze specjalną składaną kolbą. Karabin po złożeniu kolby i demontażu dwójnogu mieści się w średniej wielkości walizce.
- Long Range

Jednostrzałowy wariant PM przeznaczony do precyzyjnego strzelania na bardzo duże odległości. Przystosowany do amunicji 7 mm Remington Magnum lub .300 Winchester Magnum.
- AW (Arctic Warfare)

Przebudowany PM, pierwotnie przeznaczony dla armii szwedzkiej. Karabin AW przyjęto na wyposażenie armii szwedzkiej na początku lat 90. pod oznaczeniem PSG 90. Może pracować w ekstremalnie niskich temperaturach (stąd nazwa Arctic Warfare). Wykorzystuje amunicję 7,62 × 51 NATO  oraz 5,56 × 45 NATO. W armii brytyjskiej funkcjonuje pod oznaczeniem L118A1. Ponadto znajduje się na wyposażeniu takich państw jak: Holandia, Belgia, Irlandia czy Francja.
- AWM/AWSM (Arctic Warfare Magnum/Arctic Warfare Super Magnum)

Wersja przystosowana do nabojów kalibru 7 mm Remington Magnum/.300 Winchester Magnum (AWM) lub .338 Lapua Magnum (AWSM).
- AWF (Arctic Warfare Folding)

AW ze składaną kolbą. Od roku 1998 używany przez armię i policję australijską pod oznaczeniem SR-98.
- AWP (Arctic Warfare Police)

Wersja policyjna, nie do zastosowań militarnych. Posiada skróconą lufę (609mm) oraz czarną obudowę. Zazwyczaj używa amunicji 7,62 × 51 NATO, lecz spotyka się także wersję na nabój .338 Lapua Magnum, .300 Winchester Magnum oraz 7 mm Remington Magnum. W roku 1993 w produkcji zastąpił model PM Counter Terrorist.
- AWS (Arctic Warfare Suppressed)

Wariant przystosowany do używania amunicji poddźwiękowej. Posiada tłumik dźwięku oraz inną lufę. Poprzez zdjęcie tłumika i zmianę lufy może być w ciągu kilku minut przebudowana do AW lub AWP. Zastąpił w produkcji model PM Moderated.
- AE (Arctic Economy)

Tańsza wersja karabinu wyborowego AI AW przeznaczona dla policji. Posiada lufę o długości 610mm (24 cale). Przystosowana do amunicji 7,62 × 51 NATO.
- AW50 (Arctic Warfare .50)

AW50 jest karabinem wyborowym przebudowanym do pocisku .50 BMG.
- AW50F (Arctic Warfare .50 Folding)

Odmiana AW50 ze składaną kolbą.
- AS50 (Arctic Semi-Auto .50)

Półautomatyczna odmiana AW50.

## Użytkownicy
- Wielka Brytania (głównie Special Air Service)
- Australia
- Hiszpania
- Irlandia
- Łotwa
- Malezja
- Niemcy
- Norwegia
- Portugalia
- Singapur
- Szwecja
- Włochy
- Polska (Jednostka Wojskowa GROM, Jednostka Wojskowa Komandosów, Jednostka Wojskowa Formoza)